# Gran Premio Industria e Artigianato 2005
Il Gran Premio Industria e Artigianato 2005, trentanovesima edizione della corsa e ventinovesima con questa denominazione, valido come evento dell'UCI Europe Tour 2005 categoria 1.1, si svolse il 30 aprile 2005 su un percorso totale di 200 km. Fu vinto dall'italiano Luca Mazzanti che terminò la gara in 5h10'46", alla media di 38,614  km/h.
All'arrivo 32 ciclisti portarono a termine il percorso.

## Ordine d'arrivo (Top 10)
| Pos. | Corridore          | Squadra       | Tempo    |
| ---- | ------------------ | ------------- | -------- |
| 1    | Luca Mazzanti      | Panaria       | 5h10'46" |
| 2    | Ruggero Marzoli    | Acqua & Sap.  | a 24"    |
| 3    | Freddy González    | Panaria       | s.t.     |
| 4    | Giovanni Visconti  | Domina Vac.   | s.t.     |
| 5    | Ruslan Pidhornyj   | Tenax         | s.t.     |
| 6    | Sergio Barbero     | Naturino      | s.t.     |
| 7    | Sylwester Szmyd    | Lampre        | s.t.     |
| 8    | Konstantin Kljuev  | Androni-3C    | s.t.     |
| 9    | Mauro Facci        | Fassa Bortolo | s.t.     |
| 10   | Przemysław Niemiec | Miche         | s.t.     |